# 库登塞
库登塞是德国石勒苏益格－荷尔斯泰因州的一个市镇。总面积3.04平方公里，总人口143人，其中男性72人，女性71人（2011年12月31日），人口密度47人/平方公里。